# Gobulus hancocki
Gobulus hancocki är en fiskart som beskrevs av Isaac Ginsburg, 1938. Gobulus hancocki ingår i släktet Gobulus och familjen smörbultsfiskar. IUCN kategoriserar arten globalt som livskraftig. Inga underarter finns listade i Catalogue of Life.